# In Fields of Pestilent Grief
In Fields of Pestilent Grief è il secondo album dei Funeral, pubblicato nel 2001.

## Tracce
1. Yield to Me – 7:07
2. Truly a Suffering – 4:33
3. The Repentant – 6:41
4. The Stings I Carry – 5:40
5. When Light Will Dawn – 8:34
6. In Fields of Pestilent Grief – 1:45
7. Facing Failure – 6:13
8. What Could Have Been – 3:42
9. Vile are the Pains – 5:49
10. Epilogue – 4:29

## Formazione
- Hanne Hukkelberg - voce
- Anders Eek - batteria
- Idar Burheim - chitarra
- Christian Loos - chitarra
- Einar Andre Fredriksen - basso, voce maschile
- Kjetil Ottersen - tastiera